# Kärna
Kärna is een plaats in de gemeente Kungälv in het landschap Bohuslän en de provincie Västra Götalands län in Zweden. De plaats heeft 451 inwoners (2005) en een oppervlakte van 42 hectare.